# Ібрагім Танко
Ібрагім Танко (англ. Ibrahim Tanko, нар. 25 липня 1977, Кумасі) — ганський футболіст, що грав на позиції нападника. По завершенні ігрової кар'єри — тренер.
Виступав, зокрема, за клуби «Боруссія» (Дортмунд) та «Фрайбург», а також національну збірну Гани.
Дворазовий чемпіон Німеччини. Дворазовий володар Суперкубка Німеччини. Переможець Ліги чемпіонів УЄФА. Володар Міжконтинентального кубка. 

## Клубна кар'єра
У дорослому футболі дебютував 1992 року на батьківщині виступами за команду клубу «Кінг Файсал Бейбс», в якій провів два сезони. 
Своєю грою за цю команду привернув увагу скаутів «Боруссії» (Дортмунд), до складу якої приєднався 1994 року. Відіграв за дортмундський клуб наступні шість сезонів своєї ігрової кар'єри, протягом яких здебільшого був гравцем резерву. За цей час двічі виборював титул чемпіона Німеччини, ставав володарем Суперкубка Німеччини (також двічі), переможцем Ліги чемпіонів УЄФА, володарем Міжконтинентального кубка.
2001 року перейшов до «Фрайбурга», за який відіграв 6 сезонів, отримуючи суттєво більше ігрового часу. Завершив професійну кар'єру футболіста виступами за команду «Фрайбург» у 2007 році.

## Виступи за збірну
1996 року дебютував в офіційних матчах у складі національної збірної Гани. Дебют у збірній відбувся безпосередньо під час фінальної частини Кубка африканських націй 1996 року, під час якої юний нападник взяв участь у п'яти матчах команди, яка дійшла до півфіналу, а згодом програла в матчі за третє місце.
Проте після КАН-1996 надовго випав з «обійми» ганської збірної, отримавши наступний виклик до її лав лише 2004 року, в якому провив ще чотири гри, свої останні у формі національної команди.

## Кар'єра тренера
По завершенні кар'єри гравця, 2007 року, залишився у структурі «Фрайбурга», ставши одним з тренерів його команди.
2009 року отримав пропозицію приєднатися до команди Фолькера Фінке, свого колишнього наставника у «Фрайбурзі», у тренерському штабі японського  «Урава Ред Даймондс», де пропрацював протягом сезону.
Згодом продовжив працювати з Фінке, спочатку у тренерському штабі «Кельна» (2011–2012), а згодом, у 2013–2015 роках, — зі збірною Камеруну.

## Титули і досягнення
- Чемпіон Німеччини (2):

«Боруссія» (Дортмунд): 1994-1995, 1995-1996
- Володар Суперкубка Німеччини (2):

«Боруссія» (Дортмунд): 1995, 1996
- Переможець Ліги чемпіонів УЄФА (1):

«Боруссія» (Дортмунд): 1996-1997
- Володар Міжконтинентального кубка (1):

«Боруссія» (Дортмунд): 1997